# CSHVSM-Kairat
El CSHVSM-Kairat o SShVSM-Kairat es un club de fútbol femenino kazajo con sede en Almaty. Se fundó en 2007 y juega en la liga kazaja, en el Estadio Ortaliq.

## Historia
El CSHVSM participó por primera en la liga kazaja en 2005. Sus siglas significan Escuela Especializada de Alta Práctica Deportiva. En 2011 añadieron Kairat en referencia al histórico club masculino de la ciudad, FC Kairat Almaty.
Entre 2009 y 2012, el club ganó tres ligas, convirtiéndose en uno de los dos principales equipos del campeonato junto al BIIK Kazygurt. En sus tres participaciones en la Liga de Campeoens ha caído en la primera ronda.

## Palmarés
- 3 Ligas kazajas: 2009, 2010, 2012
- 1 Copa kazaja: 2009

## Trayectoria liguera
|                  | 05 | 06 | 07 | 08 | 09 | 10 | 11 | 12 | 13 |
| ---------------- | -- | -- | -- | -- | -- | -- | -- | -- | -- |
| Primera División | 3º | 3º | ?  | ?  | 1º | 1º | 2º | 1º | 2º |

## Récord en la Liga de Campeones
| 2011 |  | 0-5 0-6 Duisburgo   |
| 2012 |  | 2-1 0-5 Neulengbach |
| 2014 |  | 1-7 1-11 Arsenal    |

## Plantilla 2013-14
- Las jugadoras sin bandera son de nacionalidad kazaja

| Portera          | Defensas | Centrocampistas                                                                                        | Delanteras                                                       |
| ---------------- | --- | --- | ---------------------------------------------------------------- |
| Oxana Zheleznyak | Aigerim Alimkulova Syuzana Kornetsova Ekaterina Krasyukova Ramina Mamedova Oxana Shpak Marina Volkova Ekaterina Yalova | Aigerim Alimbolova Olga Aniskovtseva Ekaterina Babshuk Ifeanyi Chiejine Natalia Ivanova Francine Zouga | Irina Birvagen Veronika Maximenko Majliyo Sarikova Marina Yalova |